# Цуха
Цуха-Баконь-эр (венг.  Cuhai-Bakony-ér) — ручей в Венгрии, один притоков реки Дунай.
Берёт начало в деревне Эплень, течёт на север и, пройдя 81 километр, достигает Дуная после Гёнью. Верхняя, горная часть ручья называется «Цуха», а часть ниже его слияния с ручьём Дудари, протекающим в основном по равнине, называется «Баконь-эр». Река Цуха, берущая начало в горах Эрег-Баконь, петляет среди крутых скал и тянется между железнодорожной станцией Порва-Чеснек и Винье. Железнодорожная линия Дьёр–Веспрем, открытая в 1896 году и изначально предназначавшаяся для промышленных целей, проходит вдоль ручья; её впечатляющий горный участок усеян туннелями и виадуками. Долина Цуха — популярное место для пешего туризма, где скалолазы и другие любители альпинизма могут найти скальные стены, подходящие для этого вида спорта. Популярными туристическими направлениями также являются аббатство Зирц, расположенное вдоль ручья, и природный заповедник «Дендрарий Зирца». Несколько туристических маршрутов пересекают окрестные горы. Ручей достигает Кишальфёльда в Реде в вармедье Комаром-Эстергом, а затем впадает в Дунай близ Гёнью.
В ручье обитает двадцать пять видов рыб, пять из которых находятся под охраной, а многочисленные охраняемые виды растений находят себе подходящую среду обитания вдоль его берегов.